# Witold Kurowski
Witold Tadeusz Kurowski (ur. 1975) – polski prawnik, radca prawny, doktor habilitowany nauk prawnych, nauczyciel akademicki Wydziału Prawa i Administracji Uniwersytetu Śląskiego, dziekan Wydziału Prawa i Administracji Uniwersytetu Śląskiego, specjalista w zakresie prawa międzynarodowego prywatnego.

## Życiorys
W 2004 podstawie napisanej pod kierunkiem Maksymiliana Pazdana rozprawy pt. Przelew wierzytelności w polskim prawie prywatnym międzynarodowym otrzymał stopień naukowy doktora nauk prawnych w zakresie prawa, specjalność: prawo międzynarodowe prywatne. Tam też na podstawie dorobku naukowego oraz rozprawy pt. Stosunek pracy wynikający z umowy w prawie prywatnym międzynarodowym uzyskał w 2017 stopień doktora habilitowanego nauk prawnych w zakresie prawa. Został adiunktem na tym wydziale zatrudnionym w Katedrze Prawa Cywilnego i Prawa Prywatnego Międzynarodowego. 14 września 2022 roku został powołany na stanowisko dziekana Wydziału Prawa i Administracji Uniwersytetu Śląskiego.
Wykonuje zawód radcy prawnego.